# 가고시마현 북서부 지진

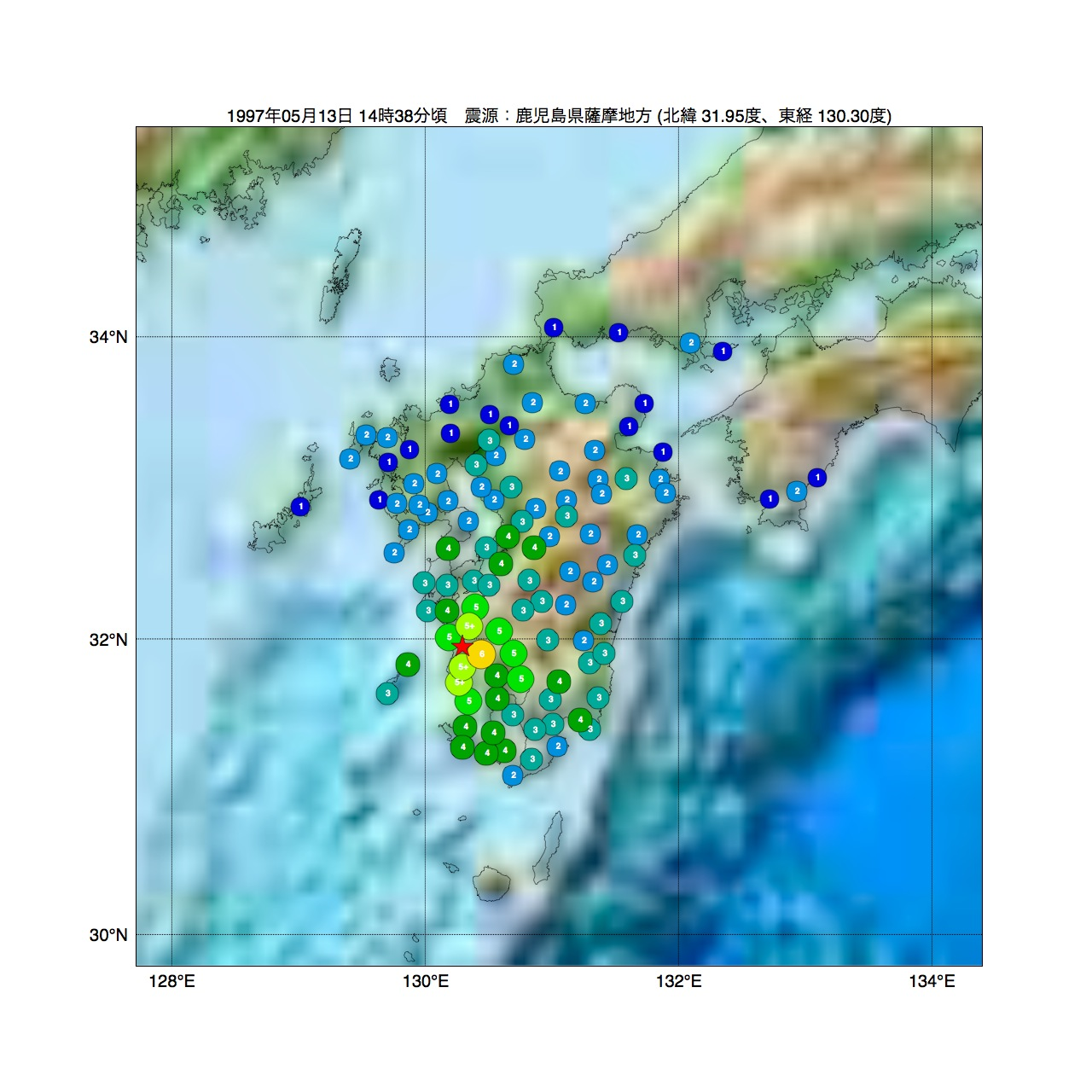
5월 13일 지진의 진도 분포

가고시마현 북서부 지진(일본어: 鹿児島県北西部地震 가고시마켄호쿠세이부지신[*])은 일본 가고시마현 사쓰마 지방에서 1997년 3월 26일 17시 31분에 발생한 규모 M6.6의 지진, 같은 해 5월 13일 14시 38분에 발생한 규모 M6.4 두 차례의 지진을 의미한다. 일본 내 일부 학계에서는 앞의 지진을 1차 지진, 뒤의 지진을 "제2의 가고미사현 서북부 지진"이라고 부른다.

## 개요
1997년 3월 26일에 발생한 규모 M6.6 지진으로 부상자 31명이 발생하고 주택 2채가 전소되는 피해가 발생했으며, 가고시마현 센다이시(현 사쓰마센다이시)에서 일본 기상청 진도 계급 기준 최대진도 5강을 관측했다. 약 1달 뒤인 5월 13일에는 3월에 발생한 진앙 근처에서 규모 M6.4의 지진이 발생했다. 이 지진으로 부상자 43명이 발생하고 주택 4채가 전소되었으며, 센다이시에서 최대진도 6약을 관측했다. 두 지진 모두 동북-서남 방향을 축선으로 압력을 받고 서북-동남 방향 축선으로는 인장력을 받은 주향이동단층형 지진이며 두 지진의 발생 매커니즘은 매우 유사하지만 여진역의 분포가 두 지진이 달라 5월 지진이 3월 지진의 유발지진으로 추정된다. 두 차례 지진으로 총 부상자 74명, 재산피해 200억엔이 발생했다.

## 3월 26일 지진
3월 26일 지진은 동북-서남으로 압력축, 서북-동남 방향으로 인장축을 가진 주향이동단층형 지진이며, 지진 규모는 모멘트 규모 Mw6.1, 일본 기상청 규모 Mj6.6이다. 여진은 동서 방향으로 15 km 길이 지역에 분포해 있어 본진을 일으킨 단층도 이 동서 방향의 단층운동으로 발생했다고 추정된다. 본진은 이 여진역의 거의 중앙 지역에서 일어났다. 4월 3일에는 Mw5.5(Mj5.7, 최대진도 5강), 4월 5일에는 M5.2, 최대진도 5약의 지진이 발생하는 등 본진 이후 초기에는 여진이 활발했으나 본진-여진형의 지진을 보여주며 여진 활동은 이후 꾸준히 줄어들었다.
진원 동북쪽에는 1994년 2월에 거의 동일한 지진 발생 매커니즘으로 규모 M5.7의 지진이 발생한 적이 있었다.

### 진도
진도4 이상의 진동을 관측한 지역은 아래와 같다.
| 진도 | 도도부현   | 시구정촌                                                                         |
| ---- | ---------- | -------------------------------------------------------------------------------- |
| 5강  | 가고시마현 | 아쿠네시, 센다이시, 미야노조정                                                   |
| 4    | 가고시마현 | 가고시마시, 마쿠라자키시, 오쿠치시, 하야토정                                     |
| 4    | 나가사키현 | 오바마정                                                                         |
| 4    | 구마모토현 | 야쓰시로시, 마쓰바세정, 구마모토시, 히토요시시, 아시키타정, 오야노정, 우시부카시 |
| 4    | 미야자키현 | 미야코노조시                                                                     |

일본 방재과학기술연구소가 설치한 강진관측망에 따르면 아쿠네시와 미야노조정에서 계측진도 5.5~5.6에 해당하는 최대진도 6약 상당의 흔들림을 관측했다.

### 피해
지반이 약했던 센다이강 강변도로와 산을 파서 만든 산간도로에서 낙석과 붕괴, 도로 균열이 발생했다. 미야노조정과 쓰루타정에서는 건물 피해도 많이 발생했다. 해안가를 중심으로 지반 침하와 토양액상화 현상도 발생했다.
가고시마현 소방방재과의 통계에 따르면 3월 26일 지진으로 인명피해는 중상자 1명, 경상자 30명이 발생했으며 4월 3일 여진으로 중상자 1명, 경상자 5명이 발생했다.

## 5월 13일 지진
5월 13일 지진은 지난 3월 지진과 유사하게 동북-서남으로 압력축, 서북-동남 방향으로 인장축을 가진 주향이동단층형 지진이며, 3월 지진의 여진역에서 벗어난 지역에서 발생했다. 지진의 규모는 모멘트 규모 Mw6.1, 일본 기상청 규모 Mj6.4이다. 일본 기상청은 5월 지진과 3월 지진은 서로 다른 단층에서 발생한 지진이라고 발표했으며, 지진조사위원회는 단층의 응력 변화 등 여러 가지 이유로 3월 지진이 유발시킨 일종의 유발지진이라고 발표했다. 3월 지진은 여진역이 동서 방향만 있었는데, 5월 지진에서는 여진역이 동서 방향 외에도 남북 방향으로도 뚜렷하게 드러났다. 본진은 남북 방향과 동서 방향의 여진역이 서로 마주치는 교차점에서 발생했다. 이 때문에 5월 지진의 본진은 동서 방향 혹은 남북 방향의 주향이동단층이 각각 움직였거나, 두 단층이 동시에 움직여서 발생했다는 연구가 있다.

### 진도
진도4 이상의 진동을 관측한 지역은 아래와 같다.
| 진도 | 도도부현   | 시구정촌                                                 |
| ---- | ---------- | -------------------------------------------------------- |
| 6약  | 가고시마현 | 센다이시                                                 |
| 5강  | 가고시마현 | 사쓰마정                                                 |
| 5약  | 가고시마현 | 아쿠네시                                                 |
| 4    | 구마모토현 | 야쓰시로시, 마쓰바세정, 히토요시시, 아시키타정, 오야노정 |
| 4    | 미야자키현 | 미야코노조시                                             |
| 4    | 가고시마현 | 가고시마시, 마쿠라자키시, 오쿠치시, 하야토정             |

1995년 효고현 남부 지진(한신·아와지 대진재)로 일본 기상청 진도 계급이 1996년 개정된 이후 처음으로 진도6약을 관측한 지진이다. 또한, 방재과학기술연구소가 설치한 강진관측망 기록에 따르면 미야노조정에서 계측진도 약 5.9의 진도 6약 상당 흔들림을 관측했다.

### 피해
3월 지진으로 피해를 입었던 지역이 이번 지진으로 피해가 확대된 지역이 있었으며, 피해가 크게 확대되지 않은 지역도 있었다. 또한 3월 지진에서는 별다른 피해가 없었던 미야기노정의 고등학교 건물이 붕괴되는 등 5월 지진만으로 발생한 피해도 있었다.
가고시마현 소방방재과 통계에 따르면 인명피해는 중상자 1명, 경상자 42명이다.

## 같이 보기
- 1997년 지진
- 일본의 지진
- 2016년 구마모토 지진